# Pomatoschistus minutus
Pomatoschistus minutus es una especie de peces de la familia de los Gobiidae en el orden de los Perciformes.

## Morfología
Los machos pueden llegar a alcanzar los 11 cm de longitud total.

## Distribución geográfica
Se encuentra desde Noruega hasta la península ibérica, el Mar Mediterráneo y el Mar Negro.

## Observaciones
Es inofensivo para los humanos.